# Harbinder Singh
Harbinder Singh (Quetta, 8 juli 1943) is een Indiaas hockeyer.
Singh nam driemaal deel aan de Olympische Spelen en won drie medailles waaronder de titel in 1964.
In 1966 won Singh de gouden medaille tijdens de Aziatische Spelen van 1966.

## Resultaten
- 1964  Olympische Zomerspelen 1964 in Tokio
- 1966  Aziatische Spelen 1966 in Bangkok
- 1968  Olympische Zomerspelen 1968 in Mexico-stad
- 1970  Aziatische Spelen 1970 in Bangkok
- 1972  Olympische Zomerspelen in München